# Palotabozsok
Palotabozsok es un pueblo ubicado en el distrito de Mohács, en el condado de Baranya, Hungría.

## Superficie
Posee una superficie de 20,19 kilómetros cuadrados.

## Demografía
Hasta 2019 la población era de 852 habitantes, con una densidad de población de 42,20 habitantes por kilómetro cuadrado.